# Polyplectropus aciculatus
Polyplectropus aciculatus is een schietmot uit de familie Polycentropodidae. De soort komt voor in het Oriëntaals gebied.